# Ransome
Ransome är en del av en befolkad plats i Australien. Den ligger i kommunen Brisbane och delstaten Queensland, omkring 15 kilometer öster om delstatshuvudstaden Brisbane.
Runt Ransome är det tätbefolkat, med 493 invånare per kvadratkilometer.. Närmaste större samhälle är Brisbane, omkring 15 kilometer väster om Ransome. 
Runt Ransome är det i huvudsak tätbebyggt. Genomsnittlig årsnederbörd är 1 424 millimeter. Den regnigaste månaden är januari, med i genomsnitt 275 mm nederbörd, och den torraste är oktober, med 21 mm nederbörd.